# کاظم سامی
کاظم سامی کرمانی (۶ شهریور ۱۳۱۴ – ۴ آذر ۱۳۶۷) اولین وزیر بهداشت در ایران، پس از انقلاب ۱۳۵۷ در دولت موقت ایران، نماینده نخستین دوره مجلس شورای اسلامی و رهبر جنبش انقلابی مردم ایران (جاما) از زمان تأسیس در ۱۳۴۲ تا هنگام کشته‌شدنش در ۱۳۶۷ بود. دکتر سامی در آخرین سال‌های زندگی خود، از حکومت جمهوری اسلامی فاصله گرفت و از معدود منتقدین این حکومت در داخل ایران بود که آشکارا مواضع خود را اعلام می‌کرد. او همچنین طی یک نامه سرگشاده مشهور، به انتقاد از روح‌الله خمینی به‌دلیل ادامه دادن جنگ ایران و عراق، پس از بازپس‌گیری مناطق اشغال‌شده پرداخت.

## ابتدای زندگی
کاظم سامی کرمانی در ۶ شهریور ۱۳۱۴ در شهر مشهد به دنیا آمد. پدر وی (غلامرضا) و مادرش (عصمت) نام داشتند که اهل کرمان بودند ولی جاذبه مذهبی مشهد آن‌ها را به سوی خود کشیده بود.
هجوم نیروهای روس به مشهد و سختی زندگی در آن روزها که موجب می‌شد وی در سنین پایین مجبور به کسب درآمد برای گذران زندگی شود، عشق به میهن و آرمان خواهی و مبارزه علیه استبداد را در او زنده کرد. در دوران دبیرستان با مبارزات ملی شدن صنعت نفت آشنا شده و در این راه عزم به مبارزه نمود. وی در سال ۱۳۴۹ ازدواج کرد که حاصل این ازدواج دو دختر به نام‌های ساناز و سمیرا بود.

## تحصیلات
وی تحصیلات خود را در رشته پزشکی در دانشگاه مشهد شروع ولی بنا به دلایلی تقاضای انتقال به دانشگاه تهران را نمود و سرانجام موفق به اخذ مدرک دکترای تخصصی روان‌پزشکی گردید.

## فعالیت‌ها

### فعالیت‌های مذهبی
سامی در کانون نشر حقایق اسلامی به مدد کوشش‌های محمدتقی شریعتی، راهی تقریباً مشابه کوشش‌های دینی مهدی بازرگان و محمود طالقانی و هم‌فکران آن‌ها را در تهران پی گرفت.
تلاش برای به‌روز کردن اصول عقاید، پیراستن اسلام از خرافات و معرفی اسلام اصیل و متکی بر آزادی و عدالت و برادری، در جلسات منظم و هفتگی، تعقیب می‌شد. جلساتی که با پیشنهاد طاهر احمدزاده از زمستان سال ۱۳۲۳ سامانی تازه یافت.
کانون نشر حقایق اسلامی اما در تفاوتی معنادار با انجمن اسلامی دانشجویان آن روز، رویکردی نقادانه به مسائل اقتصادی- اجتماعی کشور داشت. تفسیرهای قرآن و نهج‌البلاغه توسط محمدتقی شریعتی و نیز طاهر احمدزاده در حقیقت سخنرانی‌هایی بودند که به ویژه جوانان مسلمان را تشویق به شرکت در مسئولیت‌های اجتماعی و مبارزات سیاسی می‌کردند.

### فعالیت سیاسی
سامی که فعالیت‌های خود را در کانون نشر حقایق اسلامی مشهد شروع کرده بود تحت تأثیر فضای روز و نهضت ملی شدن نفت به همراه علی شریعتی، نظام‌الدین قهاری، تاج‌الدینی، سرجمعی، برادران حکیمی، ممکن، خطیب، نیک‌نژاد، عرب‌زاده، فضلی‌نژاد، صفویه، هراتی، سرایدارپور، شاکری‌نژاد به نهضت خداپرستان سوسیالیست پیوست. با حضور فعالیت اعضای نهضت در حزب ایران و بعد از آن در جمعیت آزادی مردم ایران، فعالیت‌های سیاسی این اعضا در این حزب ادامه یافت. او پس از کودتای ۲۸ مرداد در نهضت مقاومت ملی فعالیت کرده و با بازشدن مجدد فضای سیاسی در سال ۱۳۳۹ به همراه سایر اعضای حزب مردم ایران در جبهه ملی ایران بار دیگر به عرضه فعالیت‌های علنی برگشت.
در دهه ۱۳۴۰ سامی در نخستین کنگره جبهه ملی ایران به عنوان نماینده انتخاب شده و در این کنگره شرکت می‌کند. او از اعضای فعال در حزب مردم ایران و جبهه ملی بود.
جناح رادیکال حزب مردم ایران در نخستین کنگرهٔ این حزب در خرداد ماه ۱۳۴۲ طرح مبارزه قهرآمیز با رژیم و تغییر مشی جبهه ملی را به پیشنهاد کاظم سامی و حبیب‌الله پیمان مطرح می‌کنند که با مخالفت اکثریت اعضا روبه‌رو می‌شود و مورد قبول اعضا قرار نمی‌گیرد. پس از آن، کار مخفی این گروه برای پایه‌گذاری جنبش انقلابی مردم ایران (جاما) آغاز می‌شود.
جاما در سال ۱۳۴۲ تأسیس و به جذب نیرو و گسترش فعالیت‌ها می‌پردازد و به زودی اکثر جوانان حزب مردم ایران و بعضی دیگر از فعالان وابسته به جبهه ملی ایران در تهران و چند شهرستان جذب آن شده و با هدف براندازی نظام سلطنتی فعالیت می‌کنند. فعالیت این گروه، پیش از آغاز عملیات‌های نظامی و در همان مراحل ابتدایی در سال ۱۳۴۴ توسط ساواک کشف و اعضای جاما دستگیر می‌شود.

### وزارت
با پیروزی انقلاب ۱۳۵۷، سامی به عنوان وزیر بهداری در کابینه مهدی بازرگان منصوب شد.
سامی اولین وزیر بهداری بعد از انقلاب بود که ضمن قبول این پست، مسئولیت حدود ۳۰ واحد درمانی دیگر را به عهده گرفت. او در بیست و سوم تیر ماه سال ۱۳۵۸ (پنج ماه پس از انقلاب) طرح «طب ملی» را در اجتماع مدیران بهداری‌های سراسر کشور در شهر مشهد اعلام کرد، که به موجب آن، هزینهٔ دکتر، دارو و درمان همه ایرانیان از سوی دولت تأمین شده و تأسیس بیمارستان غیردولتی، غیرقانونی می‌شد. این طرح، مراجعهٔ داوطلبانه مردم به مطب خصوصی پزشکان را در ساعات غیر اداری منع نمی‌کرد. در مقدمه طرح آمده بود که تندرستی و درمان رایگان حق مردم است.
سامی از مخالفان بیمارستان‌های خصوصی بود و در دوران وزارت خود با طرح طب ملی در تلاش بود تا نهادهای درمانی را از سایر ارگان‌ها و نهادها گرفته و به وزارت بهداری و بهزیستی اضافه کند؛ که از این جمله می‌توان به ادغام کلیه واحدهای درمانی سازمان تأمین اجتماعی، جمعیت شیر و خورشید سرخ، سازمان انتقال خون ایران و حتی آموزشگاه‌های این نهادها اشاره کرد.
او قبل از استعفای دولت موقت ایران در ۱۴ آبان ۱۳۵۸ چندین بار استعفای خود را به‌خاطر نارسایی‌ها و کمبودها و دخالت‌های بی‌مورد، به هیئت دولت و نخست‌وزیر آن مهندس بازرگان ارائه می‌کند تا این‌که سرانجام چند روز قبل از ۱۴ آبان استعفایش مورد پذیرش دولت موقت قرار می‌گیرد.

### نامزدی در انتخابات ریاست جمهوری
کاظم سامی در ۵ بهمن ۱۳۵۸ در اولین دوره انتخابات ریاست جمهوری ایران اعلام کاندیداتوری کرد. او در این انتخابات با کسب ۸۹۲۷۰ رأی از مجموع ۱۴٬۱۴۶٬۶۲۰ در رتبه ششم قرار گرفت.

### نمایندگی نخستین دوره مجلس شورای اسلامی
سامی در ۲۴ اسفند ۱۳۵۸، وارد کارزار انتخابات اولین دوره مجلس شورای اسلامی شد و با کسب آرای مورد نیاز توانست به عنوان نماینده مردم تهران وارد مجلس شود. پس از اتمام دوره نخست مجلس شورای اسلامی او تا پایان عمر هیچ مسئولیت سیاسی نداشت. در انتخابات دوره نخست مجلس شورای اسلامی، کاظم سامی از سوی دست‌کم چهار گروه گوناگون در تهران، از جمله «دفتر همکاری مردم با رئیس‌جمهور»، «جاما» و «جنبش مسلمانان مبارز» حمایت می‌شد.

## ترور
به گفتهٔ برخی از مقامات جمهوری اسلامی، در ساعت ۱۱:۳۰ چهارشنبه ۲ آذر ماه ۱۳۶۷ شخصی که خود را غلام همتی معرفی می‌کند، در واپسین ساعات کار طبابت کاظم سامی وارد مطب وی شد. در فاصلهٔ کوتاهی، با شنیدن فریادهای سامی، همسرش سراسیمه از طبقه بالا (منزل) به طبقه پایین (مطب) مراجعه کرده و آن مرد را دشنه به‌دست و خون‌آلود در کنار فرق شکافته و پیکر غرق به خون دکتر مشاهده می‌کند. سامی دو روز بعد با وجود تلاش تمامی تیم جراحی و پزشکان در ساعت ۲۱:۳۰ روز جمعه ۴ آذر ماه ۱۳۶۷ درگذشت. سید علی‌اکبر محتشمی‌پور، وزیر کشور وقت جمهوری اسلامی سه هفته پس از قتل کاظم سامی اعلام کرد محمود جلیلیان قاتل وی در حمامی در اهواز خودکشی کرده‌است.
اکبر هاشمی رفسنجانی در کتاب خاطرات ۱۳۶۷ خود می‌نویسد:
محمود جلیلیان متولد ۱۳۱۶ در کرمانشاه که گفته شد کارمند سازمان هلال‌احمر بوده و هنگام تصدی سامی در آن سازمان با وی درگیری داشت، قاتل کاظم سامی بود. او توسط حفاظت و اطلاعات شهربانی جمهوری اسلامی شناسایی شد، اما پیش از دستگیری در مورخه ۱۳ آذر ۱۳۶۷ در یکی از گرمابه‌های شهر اهواز، خود را از لوله دوش نمره حمام حلق آویز کرد. در داخل نمره حمام، یک سرنگ خالی نیز مشاهده شد.
انگیزه شخصی برای قتل، از جانب خانواده و نزدیکان کاظم سامی و برخی مسئولان وقت، هیچ‌گاه پذیرفته نشد. نظام‌الدین قهاری در این ارتباط می‌گوید اخراج قاتل از هلال‌احمر کار دکتر سامی نبوده‌است. از سویی دیگر فرج سرکوهی در مقاله‌ای آورده‌است:

«در همان روزگار شایع شد که حسینعلی منتظری، که هنوز در بافت قدرت اما منتقد حاکمیت بود، بر آن است تا با حمایت از نامزدی کاظم سامی در برابر اکبر هاشمی رفسنجانی در انتخابات ریاست جمهوری، تحولاتی سیاسی را زمینه‌ساز شود و بنابر همین شایعات، رقیب، که از محبوبیت سامی و نفوذ منتظری در جامعه آگاه و نگران بود، با قتل بدون محاکمه کاظم سامی او را از سر راه خود برداشته است. هر چند این شایعه قویا تکذیب شده بود.»
بر خلاف گفتهٔ برخی از مقامات، این قتل در وضعیتی مشکوک انجام گرفت و این موضوع همچنان در هاله‌ای از ابهام قرار دارد. گفته می‌شود که سامی، یکی از نخستین قربانیان قتل‌های زنجیره‌ای ایران است. در این پرونده، تنها قتل کاظم سامی در هاله‌ای از ابهام باقی نماند. مرگ مشکوک قاتل او و نیز سرهنگ دلشاد تهرانی، از دست‌اندرکاران رسیدگی به پرونده سامی هم، به ابهامات این پرونده افزوده‌است. در حالی‌که برخی مقامات تلاش داشتند که قتل کاظم سامی را دارای انگیزه شخصی و دو مرگ مشکوک دیگر را نتیجهٔ خودکشی اعلام کنند، بعدها اکبر هاشمی رفسنجانی در خاطرات خود، از قتل کاظم سامی به عنوان «ترور» یاد کرد.
او نوشت: «آقای موسوی اردبیلی گزارش داد که در پزشکی قانونی در صحت ادعای خودکشی قاتل دکتر سامی تردید به‌وجود آمده و احتمال این‌که باندی بوده‌اند و او را کشته‌اند و کشته‌اش را حلق آویز کرده‌اند، وجود دارد. قرار شد پیگیری شود تا حقیقت مکشوف گردد.»
در تاریخ ۱۲ خرداد ۱۴۰۰، در جریان رد صلاحیت محمود احمدی‌نژاد در انتخابات ریاست‌جمهوری ۱۴۰۰ و واکنش‌ها و انتقادات وی به ردصلاحیت خود، عبدالرضا داوری مشاور سابق احمدی‌نژاد او را تهدید کرد که اگر به اعتراضات خود ادامه دهد، پرونده قتل دکتر سامی را که اطلاعات آن به تازگی به دستش رسیده بازخوانی خواهد کرد.